# Ardisia compressa
Ardisia compressa là một loài thực vật có hoa trong họ Anh thảo. Loài này được Kunth mô tả khoa học đầu tiên năm 1819.